# Clase König
Los cuatro acorazados de la clase König de la Kaiserliche Marine fueron construidos en los albores de la Primera Guerra Mundial y fueron los buques de guerra más poderosos de la Flota de Alta Mar alemana. Participaron los cuatro en la Batalla de Jutlandia y sobrevivieron a la guerra. Fueron echados a pique por sus tripulaciones en Scapa Flow en 1919.

## Descripción

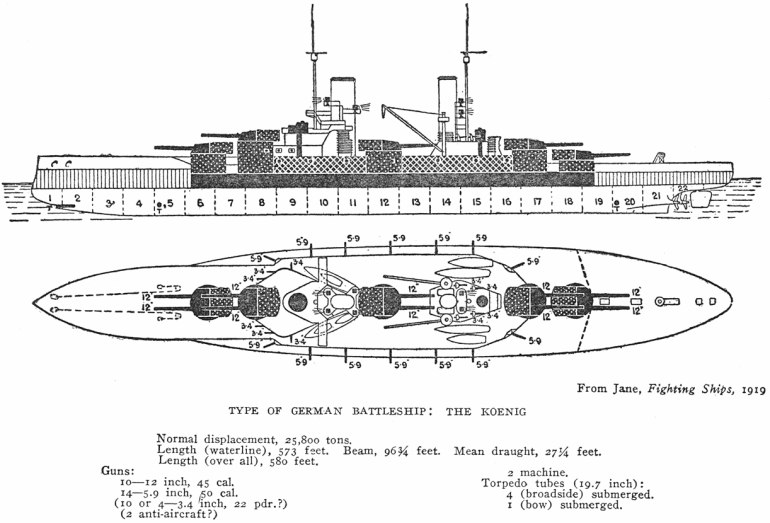
Diagrama de la clase König.

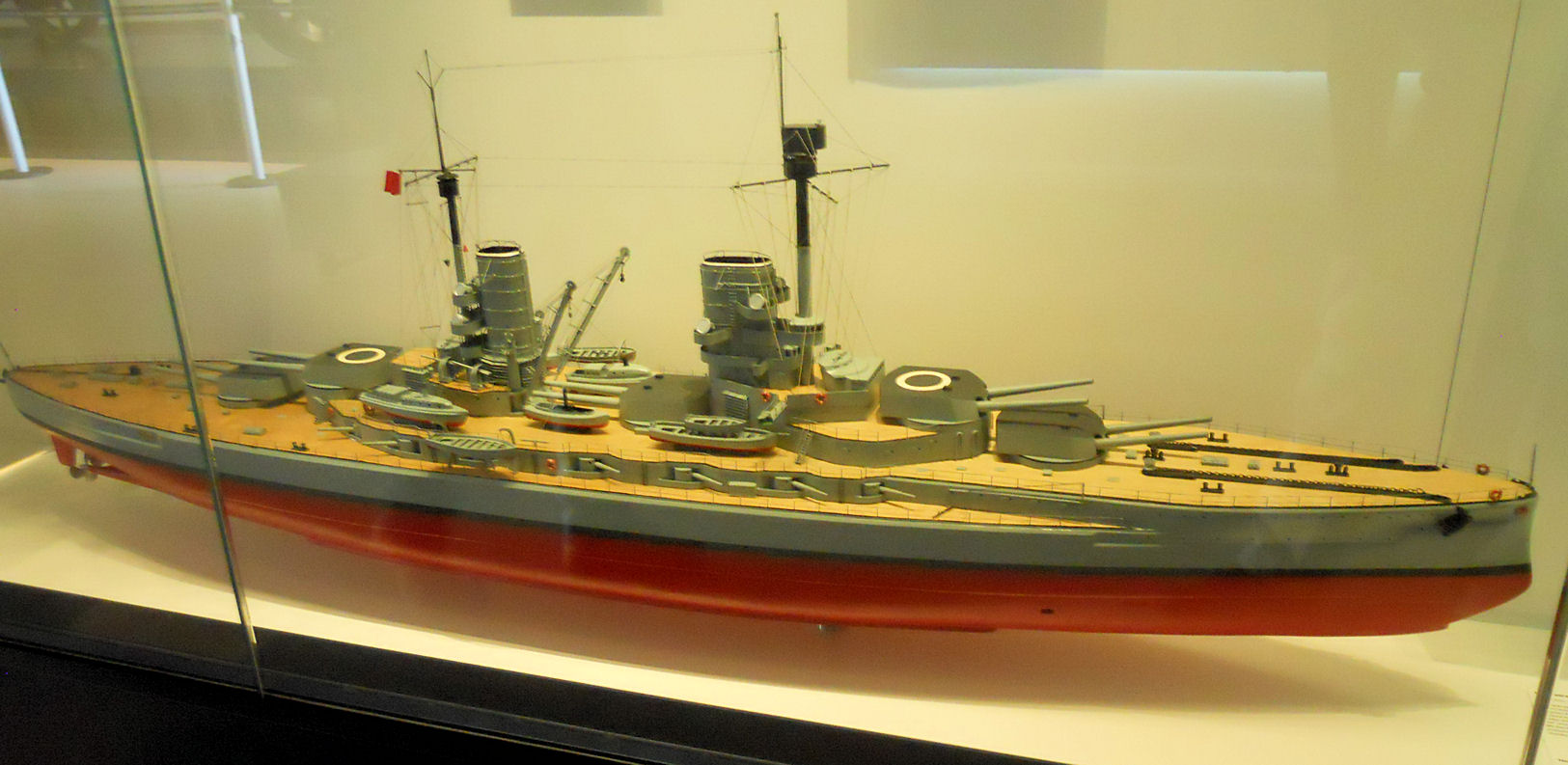
Maqueta del SMS Markgraf.

La Clase König estaba planeada como una versión mejorada de la anterior clase Kaiser e incluían el mismo armamento principal. El cambio más visible era el movimiento de una de las torretas principales delante del puente, doblando la potencia de fuego en caza y la colocación de todas las torretas principales a lo largo de la línea de crujía del buque. El cambio interno más significativo era el objetivo de emplear un motor diésel en lugar de una de las tres turbinas. Esto no fue realizado finalmente, ya que los motores convenientes no estaban disponibles, por lo que las naves montaron tres turbinas de vapor como la clase precedente.
Eran parte de un ambicioso plan de construcciones navales que pretendía disputar la hegemonía a la Royal Navy y, específicamente, hacerse con el control del mar del Norte. Todos los buques fueron puestos en grada en 1911 y botados en 1913. Realizaron sus pruebas de mar y fueron puestos en activo en los primeros meses de la Primera Guerra Mundial, siendo adscritos a la III escuadra de acorazados. 
Los cuatro buques tuvieron su piedra de toque en la Batalla de Jutlandia, en la que, aunque sufrieron daños, sobrevivieron. Tras la rendición de Alemania y según los términos del armisticio, fueron internados en Scapa Flow con dotaciones mínimas, que los echaron a pique junto con toda la flota de alta mar para evitar que fueran repartidos entre los ganadores del conflicto.

## Unidades
- SMS König – Líder de la clase a la que daba nombre, König fue dado de alta el 9 de agosto de 1914. Participó en la Batalla de Jutlandia, se vio envuelto en algunas operaciones en 1916 y dañó severamente al acorazado pre-dreadnought Slava (que fue echado a pique posteriormente) en 1917. El König fue echado a pique voluntariamente en Scapa Flow por su tripulación para evitar la entrega a los aliados, el 21 de junio de 1919. En 1962 sus pecio fue vendido al Reino Unido, convirtiéndolo en un lugar popular de buceo en la actualidad.

- SMS Großer Kurfürst – El segundo buque de la clase, encargado antes que el König, el 30 de julio de 1914. Participó en las mismas operaciones que sus gemelos. Fue puesto fuera de combate por accidentes y daños recibidos del enemigo, aunque permanecía activo al final de la guerra. Fue echado a pique voluntariamente en Scapa Flow por su tripulación para evitar la entrega a los aliados, el 21 de junio de 1919. Reflotado en 1933 para su desguace, parte de su arboladura continúa en el pecio.

- SMS Markgraf – Dado de alta el 1 de octubre de 1914. Participó en numerosas acciones, sobreviviendo a la guerra con pequeños daños. Fue echado a pique voluntariamente en Scapa Flow por su tripulación para evitar la entrega a los aliados, el 21 de junio de 1919. Su pecio es un punto de buceo popular hoy en día.

- SMS Kronprinz Wilhelm – Originalmente llamado Kronprinz, fue dado de alta el 8 de noviembre de 1914 y fue el único de su clase que escapó sin ningún daño de Jutlandia, pero en 1916 fue torpedeado por un submarino británico. Sobrevivió al ataque y después al impacto de una mina. Fue echado a pique voluntariamente en Scapa Flow por su tripulación para evitar la entrega a los aliados, el 21 de junio de 1919. Su pecio es un punto de buceo popular hoy en día.

## En la cultura popular
Königsklasse (Clase König) es también en alemán el término usado para describir la mayor categoría de un deporte, por ejemplo, la Fórmula 1 en los deportes de motor. König significa literalmente en alemán "Rey".